# Oliver Paz Benítez
Oliver Paz Benítez (Puerto Iguazú, 7 luglio 1991) è un calciatore argentino, difensore dell'Olimpia.

## Caratteristiche tecniche
È un difensore centrale.

## Carriera
Ha giocato nella prima divisione argentina, in quella cilena, in quella greca, in quella peruviana, in quella venezuelana ed in quella honduregna.